# 八幡神社 (東久留米市八幡町)
八幡神社（はちまんじんじゃ）は、東京都東久留米市八幡町にある神社。この神社は、氷川神社の兼務社となっているため通常は無人である。

## 祭神
- 応神天皇[1]

## 歴史
元の名称は「正八幡宮」といい、創立は新田義興と伝えられるが、確証はなく年代も詳かでない。寺社調書には、八幡神社と新田神社が併立し建立されたとあるが、元禄11年（1698年）に火災のため焼失し、新田神社の再建は果たせず同所には建立されていない。復興年は正保元年（1644年）から延宝4年（1677年）のころといわれている。『新編武蔵風土記稿』に「八幡社（中略）村内延命の持、当社は先年尾張殿の旅館ありし比、造営せられしと云う」とある。尾張藩の旅館とは鷹場御殿のことである。この時に前沢村の領主だった米津公田盛は、御殿の造営とともに村内の整備も行い、八幡社の造営もこの時になされたものと考えられる。
この神社は楊柳山光明院延命寺の別当社で延命寺廃寺後も復飾して神主を勤めていた社である。延命寺は『新編武蔵国風土記稿』の記述によれば、天台宗の寺院で楊柳山光明院と号した。開山・開基については不明であるが、1835年（天保6年）に大円寺（東久留米市小山に現存）と合併した。
八幡神社の氏子は、前沢宿、新田と称する地域の住民である。

## 境内

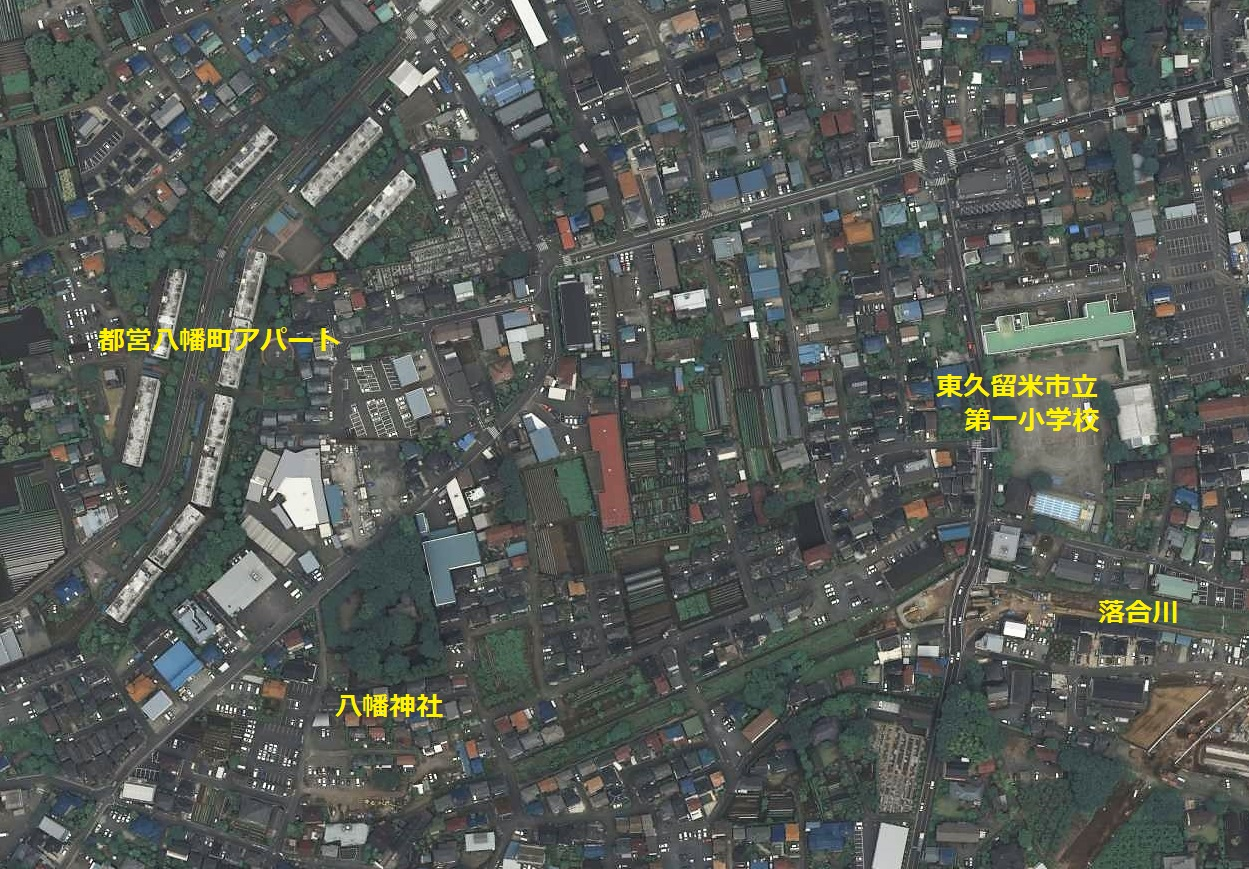
八幡神社周辺の空中写真

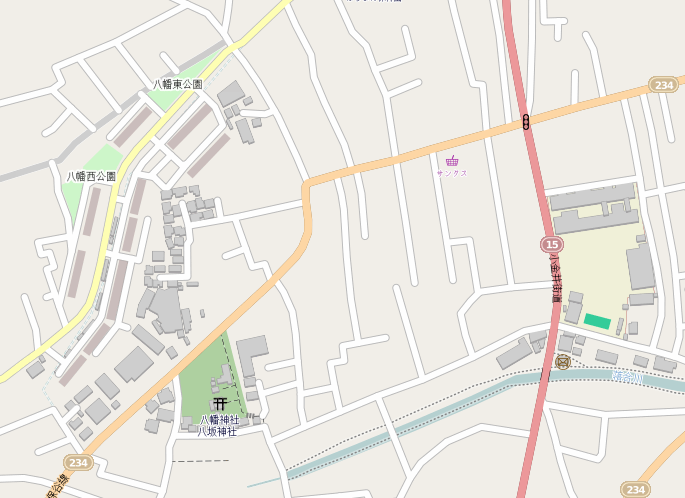
八幡神社周辺の地図

- 本殿は、1間社流造、総檜造で、桁行4.9尺、梁行6.4尺である。
- 『社寺調書』の由緒書には元禄12年（1699年）建設とあるが、棟札がないので明らかではない[7]。
- 灯籠は明暦元年（1655年）の造立。水盤は文化4年（1807年）、鳥居は文化15年（1818年）に整備[8]。
- 灯籠は東久留米市最古のものである[9]。

### 境内社
- 末社は10社あり、その一つは新田義興を祭ったものである。[10]
- 拝殿を正面にみて右に金刀比羅神社、左に八坂神社が鎮座している。

## 文化財

### 御神体
- 『新編風土記』が記された時代には、御神体は、白馬に跨る武人だったという。これは、新田神社の神像であったと推測される[8]。

### 絵馬
東久留米市の寺院や自社には数多くの絵馬が奉納されており、八幡神社にも以下のような絵馬が奉納されている。
- 神功皇后と武内宿弥図（じんごうこうごうとたけのうちのすくねず）[11] - 縦36.5 cm×横52 cm
  - 武者姿の神功皇后と、応神天皇を抱く武内宿禰が描かれている。明治時代の奉納である。
- 神功皇后と武内宿弥図（じんごうこうごうとたけのうちのすくねず）[11] - 縦38 cm×横53 cm
  - 男装する神功皇后と、応神天皇を抱く武内宿禰が描かれている。昭和初期の作であり、絵師は正亭。
- 勿来関図（なこそのせきず）[11] - 縦38 cm×横53 cm
  - 騎馬して桜を鑑賞する源義家が描かれている。1902年（明治35年）11月の奉納である。
- 岩戸開きの図[11] - 縦26 cm×横33 cm
  - 手力男命が岩戸の隙間に手をかけて光が差し込んだ瞬間が描かれている。明治前期の奉納とされる。
- 親子三人拝み図[11] - 縦38 cm×横53.5 cm
  - 八幡神社の社前に額づいた3人の親子が描かれている。

## 年中行事
- 例祭：毎年7月28日、9月15日[12][5]